# Ofensywa w Garambie (2008–2009)
Ofensywa w Garambie (2008–2009) – operacja militarna pod kryptonimem Lightning Thunder rozpoczęta 14 grudnia 2008 roku na terenie północno-wschodniego Konga przez armię Ugandy, Ludową Armię Wyzwolenia Sudanu oraz armię kongijską, wsparte logistycznie przez USA, skierowana przeciwko rebeliantom z Armii Bożego Oporu (LRA). Działania militarne miały miejsce głównie na terenie regionu Garamba. 15 marca 2009 armia ugandyjska niespodziewanie wycofała się z pola walki, tym samym wynik ofensywy jest niejasny.

## Tło wydarzeń
W czerwcu 2008 roku, lokalni dyplomaci ujawnili, że siły rebelianckie z Armii Bożego Oporu, zakupiły nowy sprzęt wojskowy oraz rozpoczęły rekrutacje nowych żołnierzy. Z działań wywiadu dowiedziano się także, że liczba rebeliantów wzrosła do 1 000 rekrutów oraz 600 żołnierzy. Wraz z ujawnieniem tych faktów, rządy Ugandy, Konga oraz samozwańczy rząd południowego Sudanu ogłosiły plan wspólnej interwencji przeciwko rebeliantom. W tym samym czasie władze południowego Sudanu potwierdziły, że 7 czerwca 2008 roku w starciach z siłami Armii Bożego Oporu zginęło 14 żołnierzy sudańskich.

## Operacja
Siły wywiadu Ugandy oraz połączone armie Demokratycznego Konga, Ugandy i Południowego Sudanu rozpoczęły plany operacji militarnej skierowanej przeciwko rebeliantom. 14 grudnia 2008 roku połączone siły wojskowe rozpoczęły operację pod kryptonimem „Lightning Thunder”. Do 21 grudnia siły koalicji wyparły rebeliantów ze znacznej części terenów północnego Konga, a także zniszczyły ponad 70% obozów Lord's Resistance Army na terenie tego kraju.
W ciągu ostatnich dni grudnia siły rebelianckie zabiły ponad 400 cywilów, a ciał 271 z nich wciąż nie odnaleziono. Rebelianci dokonali masakr ludności cywilnej w okolicach Faradje, Duru, Gurba, Doruma i Province Orientale w północno-wschodnim regionie DRK. Caritas donosi również, że wiele okolicznych wsi spalono, a około 20 tysięcy ludzi w panice opuściło swe domy i ukryło się w głębi dżungli. Wydarzenia te określa się mianem masakr bożonarodzeniowych.
Na początku stycznia 2009 siły rebeliantów zostały odcięte od źródeł zapatrzenia, w tym żywności. Z tego powodu oddziały rebelianckie skierowały się w kierunku granicy z Republiką Środkowoafrykańską, gdzie wojska Resistance Army dokonały przegrupowania.
6 stycznia 2009 LRA zażądało wstrzymania operacji przeciwko swoim bojówkom i zaproponowano rozpoczęcie nowych rozmów pokojowych pod egidą ONZ.
17 stycznia rebelianci spalili żywcem wiernych w kościele w Dungu. Zginęło ok. 100 ludzi.
4 marca ugandyjskie wojsko schwytało Thomasa Kwoyelo, jednego z oficerów Armii Bożego Oporu (LRA). Kwoyelo był jednym z najbardziej poszukiwanych oficerów LRA.
15 marca 2009 armia ugandyjska rozpoczęła nagłe wycofywanie z terenów Demokratycznej Republiki Konga. Było to wynikiem osiągnięcia porozumienia z wojskami DRK, które przejęły odpowiedzialność za sytuację w Garambie i zobowiązały się do zapewnienia tam bezpieczeństwa. Podczas ceremonii przekazania odpowiedzialności, Sekretarz Generalny wojsk DRK gen. Didier Etumba Longila powiedział, że będą wspierać Ugandę w neutralizacji Armii Bożego Oporu.
W wyniku wycofania się wojsk ugandyjskich, nie zostały osiągnięte cele operacji, czyli zniszczenie baz i struktur LRA w DRK. Ponadto członkowie LRA w grudniu 2009 dopuścili się jednej z największych masakr w swojej historii, mordując ponad 300 mieszkańców wiosek w północno-wschodnich krańcach Demokratycznej Republiki Konga.
W wyniku ofensywy zginęło 146 rebeliantów oraz co najmniej 400 cywili. Straty wojsk koalicji nie są znane.